# ایگوآناهای دم‌خاری
ایگوآناهای دم‌خاری (نام علمی: Cachryx) نام یک سرده از تیره ایگوآنایان است.